# Fontnas
Fontnas (auf der zweiten Silbe betont) ist eine Ortschaft in der politischen Gemeinde Wartau im Wahlkreis Werdenberg im Kanton St. Gallen in der Schweiz. Fontnas liegt auf einer Geländeterrasse oberhalb von Weite am Hang des Rheintals.

## Ortsname
Der Ortsname ist rätoromanischen Ursprungs. Funtana, fontaunain ist in ganz Romanischbünden der charakteristische Ausdruck für frei fliessenden Brunnen (Quelle).

## Geschichte
Fontnas stand im Mittelalter unter der Herrschaft des Bischofs von Chur, der sie im 13. Jahrhundert seinen Ministerialen zu Lehen gab. Zu diesen gehörten von 1268 bis 1399 die Ritter von Fontnas («de Fontanago»). Ab 1517 beanspruchten die Eidgenossen als Herren der Landvogtei Sargans die Hoheit über Fontnas. Kirchlich gehörte Fontnas zur Pfarrei Gretschins.
Im Spätmittelalter wurde eine Kapelle erbaut und dem heiligen Erasmus geweiht. Um das Jahr 1542 schloss sich Fontnas der Reformation an. 1816 zerstörte ein Dorfbrand den alten Baubestand mitsamt der Kapelle. 1821 wurde die inzwischen profanierte Kapelle neu erbaut.
Um 1900 zählte Fontnas 126 Einwohner, die vor allem von Ackerbau und Viehzucht und auch von etwas Weinbau lebten. Einen willkommenen Nebenverdienst bot damals die Stickerei als Heimindustrie. In den letzten Jahrzehnten ging die Zahl der Landwirtschaftsbetriebe stark zurück und es entstanden einige Einfamilienhäuser.

## Verkehr
Fontnas liegt an der Strasse Weite–Gretschins–Oberschan, die in scharfer Kurve durch das Ortszentrum führt. Im öffentlichen Verkehr wird der Ort vom Bus Sarganserland Werdenberg erschlossen.

## Bildung
Fontnas hat einen Kindergarten, in dem auch die Kinder aus Weite unterrichtet werden.

## Sehenswürdigkeiten
Fontnas ist im Inventar der schützenswerten Ortsbilder der Schweiz aufgeführt.

## Bilder

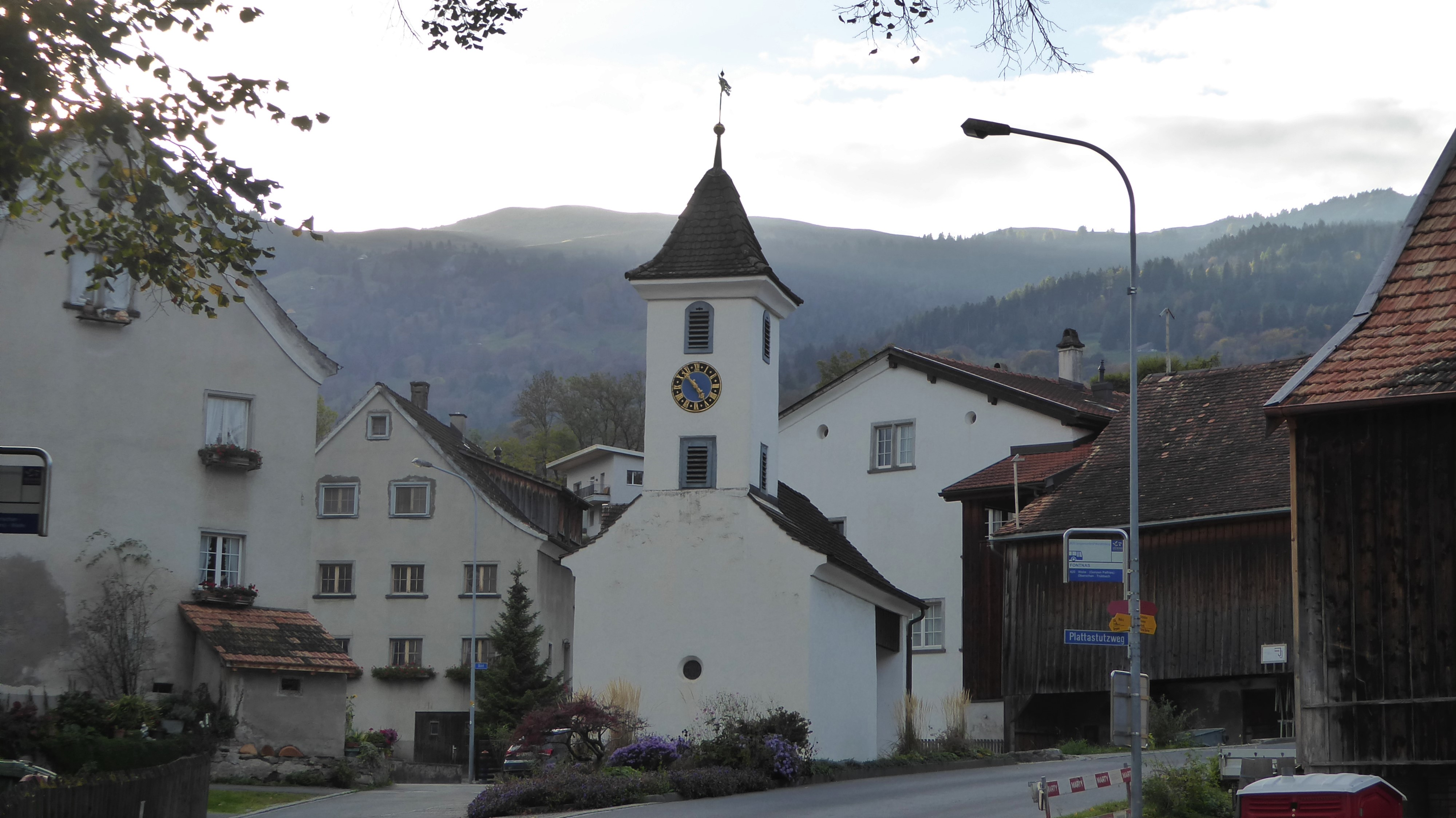
Kapelle St. Erasmus
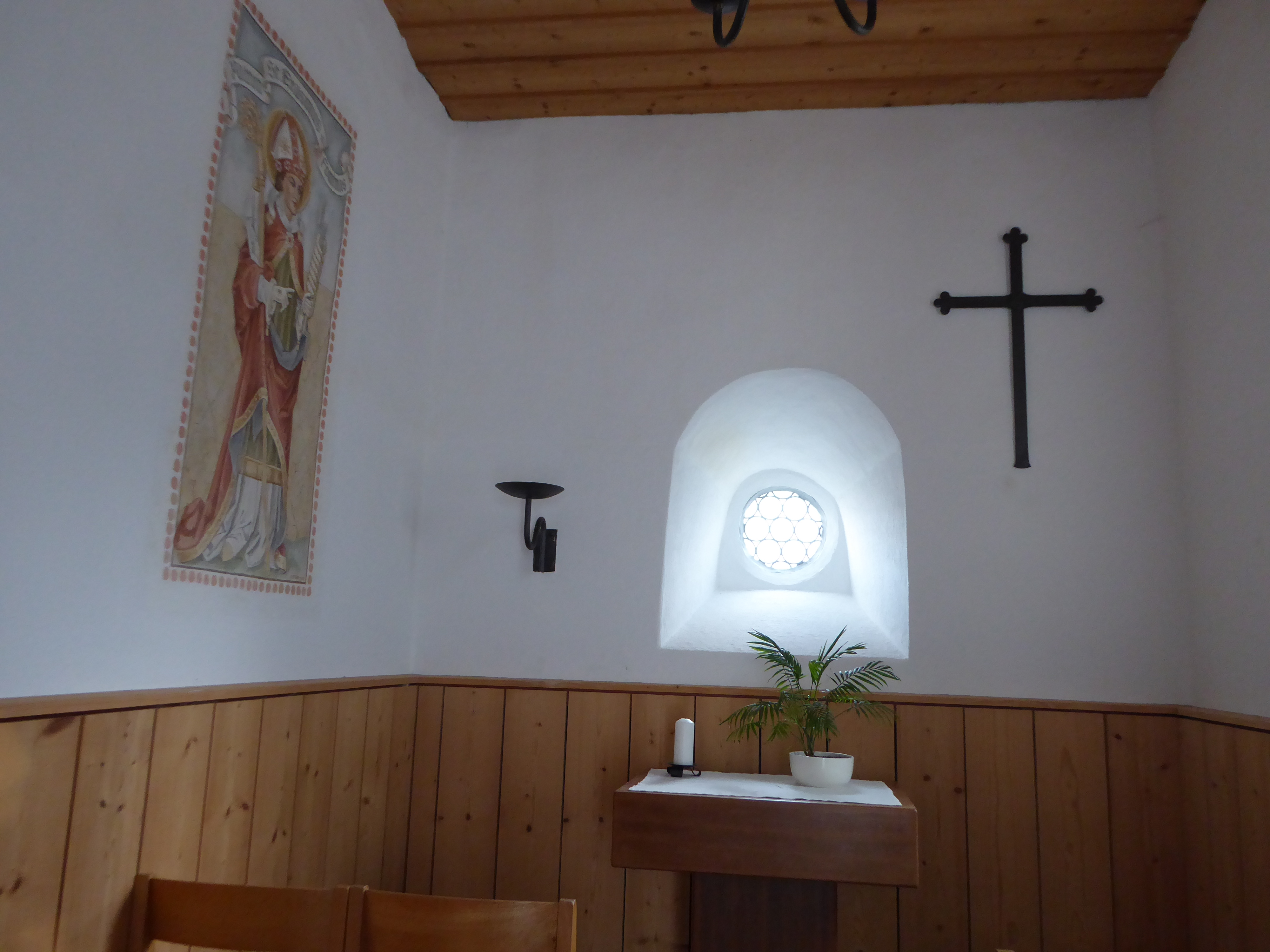
Innenraum der Kapelle
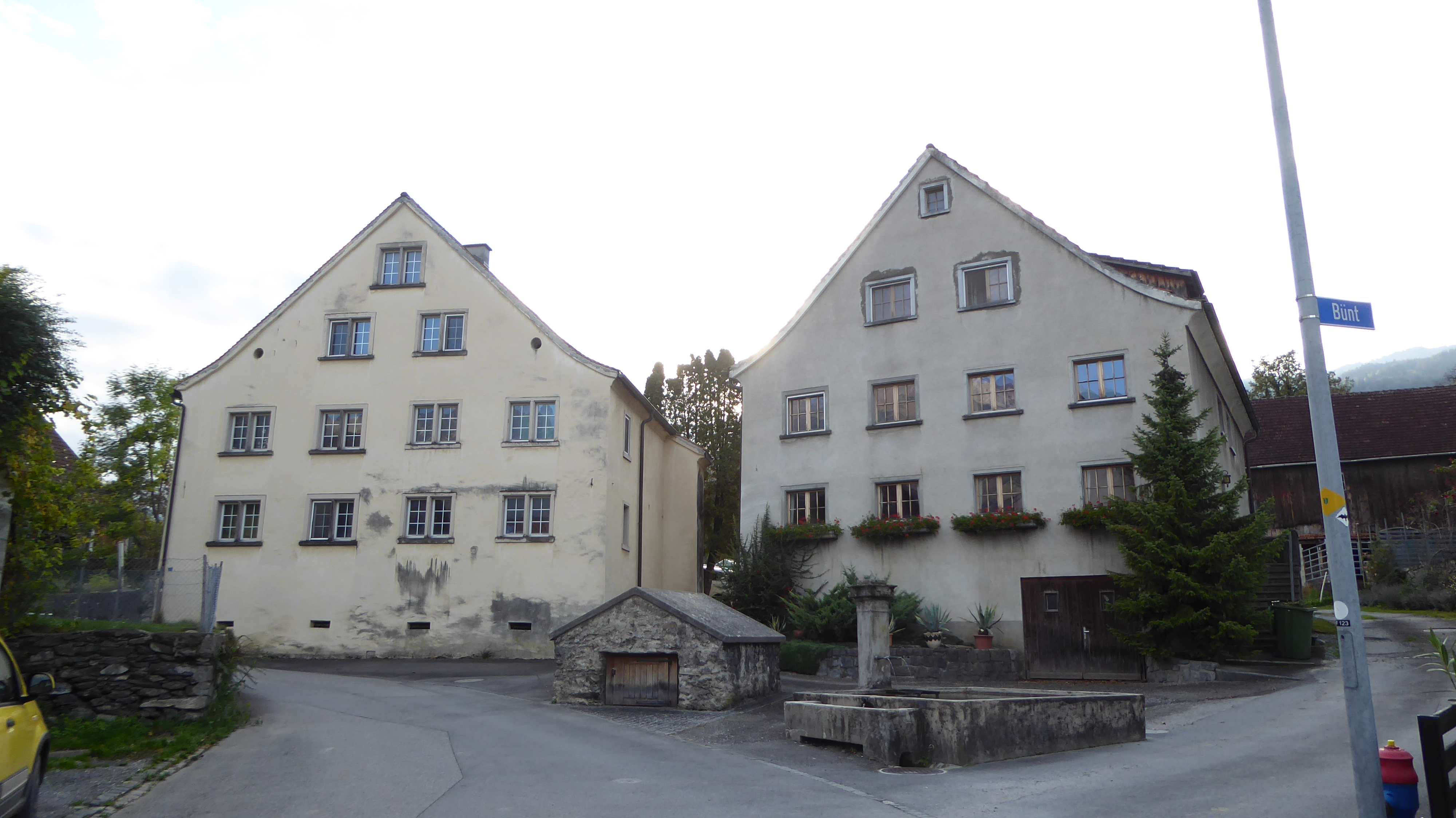
Der Wiederaufbau der Häuser nach dem Dorfbrand fiel in die Zeit des Klassizismus, was den klar gegliederten Fassaden anzusehen ist.